# Hồ Văn Bôi
Hồ Văn Bôi (chữ Hán: 胡文盃; ? – 1804), là võ tướng và là một ngoại thích triều Nguyễn trong lịch sử Việt Nam. Con gái của ông là bà Hồ Thị Hoa, tức Tá Thiên Nhân Hoàng hậu, vợ của vua Minh Mạng, vì thế ông trở thành ông ngoại của Vua Thiệu Trị và ông cố ngoại của vua Tự Đức. Ông được cháu ngoại là vua Thiệu Trị gia phong tước Phúc Quốc Công.

## Tiểu sử
Hồ Văn Bôi là người ở Bình An, tỉnh Biên Hòa; nay thuộc Thủ Đức, Thành phố Hồ Chí Minh. Cha ông là Hồ Văn Vân, từ Nghệ An vào Nam lập nghiệp.
Ông Bôi xuất thân làm Túc trực đội trưởng, từng hai lần theo chúa Nguyễn Phúc Ánh lưu vong ở Vọng Các (Xiêm La, nay là Thái Lan).
Mùa thu năm Đinh Mùi (1787), ông theo chúa Nguyễn về Long Hưng (tục gọi Nước Xoáy, thuộc Sa Đéc).
Tháng Giêng năm Mậu Thân (1788), ông theo chúa Nguyễn kéo binh về Gia Định, đánh nhau với quân Tây Sơn, được thăng làm Thuộc nội Cai đội. Kể từ đó, ông xông pha nơi trận mạc cho đến khi nhà Tây Sơn bị đánh đổ năm Nhâm Tuất (1802).
Tháng 6 (âm lịch) năm ấy, chúa Nguyễn Phúc Ánh lên ngôi tại Phú Xuân (Huế), lấy niên hiệu là Gia Long. Sau đó, Hồ Văn Bôi được thăng làm Tả thị trung Tả nhất Vệ úy, rồi đổi làm Khâm sai thuộc nội Chưởng cơ, quản lãnh Tả nhất vệ.
Nhưng chỉ hai năm, tức sau khi ông hộ giá vua Gia Long ra Bắc, ông xin cáo bệnh về hưu, rồi mất trong năm này (Giáp Tý, 1804).
Năm Bính Dần (1806), con gái ông là Hồ Thị Hoa được chọn làm vợ của Đông cung Thái tử Nguyễn Phúc Đảm (sau là vua Minh Mạng). Ông Bôi có một người cháu nội tên Hồ Văn Ngoạn, là con của Chưởng vệ Hồ Văn Thập, lấy con gái thứ 51 của vua Minh Mạng là Xuân Vân Công chúa An Nhàn. Chưởng vệ Thập trước đây đã được định hôn cho công chúa Ngọc Thành, con gái thứ 16 của vua Gia Long, nhưng công chúa lại mất ngay vào năm đó.
Năm Bính Tuất (1826), vua Minh Mạng truy tặng cho cha vợ là ông Bôi chức Nghiêm Vũ tướng quân, Thượng bộ quân Đô thống, và chánh thất của ông là bà Huỳnh Thị Lành làm Nhị phẩm phu nhân.
Năm Tân Sửu (1841), vua Thiệu Trị (tức cháu ngoại ông Bôi) truy tặng cho ông chức Đặc tiến tráng Vũ tướng quân, Tả quân Đô thống phủ, Đô thống chưởng phủ sự, Thái bảo, tước Phúc Quốc công, tên thụy là Trung Dũng (忠勇). Bà Lành, chánh thất của ông, được tặng làm Nhất phẩm Phúc Quốc phu nhân, và cho truy phong họ Hồ đến 4 đời trước.
Con trai trưởng của ông Bôi là Hồ Văn Lưu được bổ làm Phó vệ úy vệ Thần sách, tập ấm hàm Ân kỵ úy. Con trai thứ hai của ông là Hồ Văn Thập, giữ chức Thành thủ úy.

## Thông tin liên quan
Ngoài việc gia phong trên, vua Thiệu Trị còn sai người lập đền thờ họ Hồ ở xã Xuân Hòa (huyện Hương Trà, phủ Thừa Thiên) và ở xã Linh Chiểu Tây (huyện Nghĩa An, tỉnh Biên Hòa). Lúc bấy giờ, cả hai đều gọi là "Hồ tộc từ". Năm Nhâm Tý (1852), vua Tự Đức (tức chắt ngoại ông Bôi) cho đổi tên nhà thờ ở Biên Hòa là "Dũ trạch từ".
Lo lắng các ngôi mộ và nhà thờ của họ Hồ ở Biên Hòa bị xâm hại, nên xưa kia (1863) vua Tự Đức đã cử Phan Thanh Giản sang Pháp thương thuyết việc chuộc đất, một phần cũng vì điều này . Ngày 15 tháng 3 năm 1874, nỗi lo này một lần nữa đã thể hiện rõ ở điều 5 trong Hòa ước Giáp Tuất, trích: 
...Mười một ngôi mộ của họ Phạm ...và ba ngôi mộ của họ Hồ ở trong lãnh vực làng Linh Chiểu Tây và Tân Mai (tỉnh Biên Hòa), không được bóc mộ, đào xới, xâm phạm hay đập phá. Sẽ cấp một lô đất rộng 100 mẫu cho các ngôi mộ nhà họ Phạm và một lô tương đương như thế cho nhà họ Hồ. Hoa lợi thu được trên các lô đất nầy được dùng để gìn giữ và bảo toàn các ngôi mộ và chu cấp các gia đình lo việc trông nôm các phần mộ. Các lô đất được miễn các thứ thuế và những người trong dòng họ Phạm, Hồ cũng sẽ được miễn thuế thân, khỏi thi hành quân dịch hay đi dân công.
Tuy nhiên khu đền mộ họ Hồ rộng lớn (khoảng 5.000 m2) xưa kia, ngày nay đã thành phế tích, và nằm lẫn trong khu dân cư ở quận Thủ Đức, Thành phố Hồ Chí Minh. Phần linh vị vợ chồng Hồ Văn Vân và linh vị vợ chồng Hồ Văn Bôi thì được người dân đưa vào thờ tại đình Linh Chiểu, quận Thủ Đức.

## Hậu duệ
1. Hồ Văn Lưu từng làm quan đến Tiền phong doanh Đô thống chế.
2. Hồ Văn Thập làm quan đến Vệ úy sung nhất đẳng thị vệ. Con trai là Hồ Văn Ngoạn trở thành phò mã của vua Minh Mạng khi lấy Công chúa Nguyễn Phúc An Nhàn.
3. Hồ Thị Hoa được vua Gia Long ban hôn cho Đông cung Thái tử, sau là vua Minh Mạng, bà là mẹ của vua Thiệu Trị.

## Sách tham khảo chính
- Quốc sử quán triều Nguyễn, Đại Nam chính biên liệt truyện (bản dịch). Nhà xuất bản Văn học, 2004.
- Huỳnh Minh, Gia Định xưa. Nhà xuất bản Văn hóa-Thông tin tái bản năm 2006.
- Nguyễn Q. Thắng - Nguyễn Bá Thế, Từ điển nhân vật lịch sử Việt Nam. Nhà xuất bản Khoa học xã hội, 1992.